# Les Rockomotives
 (mai 2024).
Les Rockomotives est un festival de musiques amplifiées, ayant lieu à Vendôme (dans le Loir-et-Cher) tous les ans, à la fin octobre depuis 1992. Il est organisé par l'association Figures libres. Création de ce festival, à l'initiative du maire Mr Daniel Chanet, la municipalité de Vendôme et Mr Yves Gendrault. À ses débuts, concerts au centre culturel et dans différents bars du centre-ville. Premières programmations Luther Allison, année suivante les Garçons Bouchers.

## Programmation

### 2008
Camille - Suzanne Vega - EZ3kiel - Why? - I'm from Barcelona - Yndi Halda - Gablé- George Adamski and his lowly drunk heart from venus - Mute8x - Aaron 3000 - From Monument to Masses - Léo88man - Moriarty - Faustine Seilman Band - Bruno Green - Laetitia Shériff - Chris Garneau - Dj M.Roch - Magnetic&Friends - Emily Jane White - Son Lux - Foreign Beggars - Narrow Terence - Fumuj - James Delleck - Le Loup - Winter Family - Busdriver - Fuck Buttons - Is What ?! - Coming Soon - Howie B  - Dubmood

### 2009
Dominique A - Yodelice - Java - Oxmo Puccino - Izia - Peter Von Poel - Mansfield Tya - Sébastien Schuller - Jil is lucky - Montgomery - Fordamage - Skeleton$ - Stars Like Fleas - Xavier Plumas - Zone Libre vs Casey - Alaska in Winter - Perceval Music - Electric Electric - - Be my weapon - Binary Audio Misfit - Papier Tigre - Karkwa - Clues - NLF3 - Mathias Sten - Magnetic and Friends - Every Man has your Voice - Battant - Toy Fight - Marie Flore - Culture Reject - Nestor is Bianca - Micachu - For a Minor Reflection - Forest Fire - Peter Digital Orchestra

### 2010
Peter Doherty - Gaëtan Roussel - Tindersticks - Dj Krush - Liars - Gablé - Richard III Cie l'unijambiste - Mice Parade - French Cowboy - Sollilaquists of Sound - Oh Tiger Mountains - Lilly Wood and the Prick - Tunng - Chapelier Fou - Troy Von Balthazar - Boogers - The Bewitched Hand on The Top Of Our Heads - The Chap - - Laetitia Sadier - Magnetics and friends - This Is the Hello Monster ! - Marvin - Homelife - Cascadeur - Des Ark - Le Prince Miiaou - Janski Beeeats - Silje Nes - Experimental tropic Blues Band - We Only Said - L'Arnaque du Siècle - Les Trucs - Julien Pras - El Boy Die - Thos Henley - Débruit - !!! (Chk Chk Chk) - Pokett

### 2011
John Cale - dEus - The Dø - Diabologum - Q-Bert / Dj Muggs - le Dahu - Dels - Yann Tiersen - Wild Beasts - Envy - Bonnie Prince Billy - Mondkopf - Karkwa - Mars Red Sky - Chokebore - IconAclass - Jesus Christ Fashion Barbe - Mein Sohn William - Anna Aaron - The Foxheads - Thomas Belhom - Greenshape - Leif Vollebekk -  Mesparrow - No Drum No Moog - The Luyas - The Finkielkrauts - Poney Club - High Dolls - Crash Test Taurus - Xavier Plumas - The MellaNoisEscape - Rock'n Roll Remember - Pneu - Magnetics and friends - Christine and The Queens- Mein Sohn William

### 2015
L'édition 2015 du festival s'est déroulée du 24 au 31 octobre, entre la Chapelle Saint-Jacques, le Minotaure et d'autres lieux plus intimistes.
Édition 2015 : The Dø, EZ3kiel, Superpoze, Jeanne Added, Young Fathers, Feu! Chatterton, E S B, Chapelier Fou, Zenzile, Cabadzi, It It Anita, Low Roar, Mansfield Tya, Mutiny on the Bounty, Gratuit, Set & Match, Peter Kernel, Joy Squander, Warm Graves, Dad Rocks, Kacem Wapalek, Julien Sagot, Archipel, Philemone, Angel, Aloa Input, etc.

### 2016
La 25ème édition du Festival Rockomotives a eu lieu du 22 au 29 octobre 2016 à Vendôme, offrant un parcours entre la Chapelle Saint-Jacques, le Minotaure (théâtre et grande salle), des concerts filmés par les What Comes Around Goes Around dans des lieux atypiques, et plusieurs propositions originales.
Programmation : Le Colisée, Émilie Zoé, Francky Goes to Pointe à Pitre, The Patriotic Sunday, Nicolas Michaux / Fred Und Luna, Buriers / Asaf Avidan / Deen Burbigo, Jeanjass & Caballero, Krismenn & AleM / Marc Minelli, Supercilious, Belakane, Chevalien, Yachtclub / Tue-Loup, Gablé, Dominic Sonic, Liima, Hein Cooper / Filiamotsa & g.w.sok, Michel Cloup Duo, Las Aves, Odezenne, Konono n°1, Burning Heads, La Colonie de Vacances, Samba de la Muerte, Magnetics & friends / Rodrigo Amarante, C Duncan, O, No Land, Tortoise, Miossec, Puppetmastaz, Dee Nasty, Fragments / Marc Ribot's Ceramic Dogs, An Overflowing.
L'association Figures Libres a conçu un vinyle réunissant les artistes ayant marqué le festival au cours des 25 dernières éditions pour cet anniversaire.

### 2017
La 26ème édition du Festival Rockomotives a lieu en 2017 du 21 au 28 octobre.
La grande salle du Minotaure étant en rénovation, l'architecture du festival évolue cette année : un parcours est proposé depuis les mixs en bar, aux showcases Cour du Cloître, aux concerts en lieux surprises filmés par les What Comes Around Goes Around, à la Chapelle Saint Jacques, puis au Troisième Volume du Minotaure, salle de concert destinée aux musiques actuelles inaugurée fin 2016. Le Festival propose deux soirées exclusives consacrées à Dick Annegarn et Mélanie de Biasio, et Yann Tiersen et Madensuyu.
Programmation : Yann Tiersen, Dick Annegarn, Don CHoa & Dj Djel, Mélanie De Biasio, Cabadzi x Blier, Jeanne Added, Peter Kernel & their Wicked Orchestra, Dear Criminals 3D, Blanck Mass, Laura Cahen, French 79, Madensuyu, Rebeka Warrior dj set, Avec le Soleil Sortant de sa Bouche, Ropoporose, Tonstartssbandht, Lysistrata, Mimas, Fai Baba, Trupa Trupa, Moutain Bike, Monstromery, Bo Bun Fever, Troy Von Balthazar, Tiny Feet, Dj Kemical Kem, Laura Sauvage, Electric Vocuhila, Matthieu Malon, Mnemotechnic, Crenoka, Angle Mort & Clignotant, Ariès, Miët, Maze, Julien Pras, Orchys, Culture Reject, Mr Duterche & Dave TV, Monolithe Noir, Serafine, Ephebe, Pick'O'Rama, Magnetics & friends.

### 2018
La 27ème édition du Festival Rockomotives a lieu en 2018 du 20 au 27 octobre.
Cette édition est marquée par le retour du festival en grande salle du Minotaure, avec une tête d'affiche qui permet au festival d'afficher complet pour le vendredi 26 Octobre : Eddy De Pretto, ainsi qu'un Samedi 27 emmené entre autres par Jeanne Added, qui vient alors tout juste de recevoir sa Victoire de la Musique. À noter également l'annulation de Coals le Jeudi 25 Octobre, remplacés par le duo Moon Gogo qui avait fait sensation le Samedi 20 en ouverture du festival.
Programmation : Moon Gogo, Braziliers, Calling Marian, Y-Bot, Les Trucs, Tilö, Turner Cody,Grace and The Color of Sound : "a/v performance by M.Sayyid of Antipop Consortium", performance de Thomas Poli et Flavien Théry + interventionnistes autour du synthé modulaire, Thé Vanille, Charly Dkn, Mange Ferraille, Danslamercedesnacrée, Fred und Luna (exposition), Veence Hanao & Le Motel, Brns, Mister Milano, Coals (annulé), Lauren Auder, Surma, Daniel Blumberg, Eddy de Pretto, Puts Marie, Random Recipe, Aaron Cohen, C.A.R., One Sentence. Supervisor, Egopusher, Kety Fusco, Yacht Club, Jeanne Added, Arnaud Rebotini, Brns / Rpprs, Zach Zoya, Lane, Yonatan Gat, Mourn, Magnetic & friends.

### 2019
La 28ème édition du Festival Rockomotives a lieu en 2019 du 19 au 26 octobre.
Édition en grande pompe avec notamment des concerts « pré » et « post » festival, une grosse fréquentation sur toute la semaine autour de propositions artistiques variées, dont un succès remarquable lors de la soirée consacrée à la scène québécoise à la Chapelle Saint-Jacques, en partenariat avec le bureau export du Québec. La semaine de festival se termine par les deux soirées en grande salle avec une bonne fréquentation.
Programmation : Freshquito, Tubular Balls, Abschaum, Justin(e), Le Motel, Juicy, La Battue, Organ Mug, Dino Brandão, Youssoupha, Chilla, Loud, Lydia Képinski, Rymz, Ladylike Lily "Echoes", Grande, Ultramoderne, Jim Ballon, Trois, Vieux Speedouc, Arm, Émilie Zoé, Malik Djoudi, The Psychotic Monk, Geysir, Marc Melià, David Chalmin, Uma Chine, ciné-concert "La Haine" par Asian Dub Foundation, Salut c'est Cool, Flavien Berger, Mars Red Sky, Michelle Blades, Don Turi, Bo-Peep, Shannon Wrighte, Edouard Ferlet, Binidu, Les Wampas, La Colonie de Vacances, Delgres, Ifriqiyya Electric, Buriers, Catastrophe, Moonshine Collectif, Stuffed Foxes, Namdose, Magnetic & friends.

### 2020
La 29ème édition du Festival Rockomotives a lieu en 2020 du 17 au 24 octobre.
Édition des plus particulières du fait de la situation sanitaire internationale liée à la Covid19. Après une première proposition comprenant l'exploitation de la grande salle, qui n'était pas envisageable, et beaucoup de réflexion, le festival a décidé de proposer une version en itinérance à travers les différents lieux exploitables dans les conditions requises à Vendôme. Les conditions furent les suivantes : un concert par lieu, public assis et masqué durant toute sa présence dans une salle de concert, sens de circulation, mise à disposition de gel hydro-alcoolique, réservations obligatoires même pour les concerts gratuits (ce qui porte le nombre de billetteries ouvertes à 26 sur le festival), distanciation physique entre les groupes de 6 maximum, interdiction de consommer (boisson ou nourriture) sur les sites du festival. Si ces mesures furent drastiques, le maintien de l'édition permit une réelle respiration dans un paysage culturel durement affecté. 

La ligne artistique ayant connu beaucoup d'évolutions, la programmation s'est naturellement tournée au maximum vers le régional, avec tout de même des équipes suisses et belges ayant pu faire le déplacement.
Programmation : Jardin, Pineapple, Black Bones, Terry Riley's "IN C", So'Lo'Lo, Anthonin Ternant meets Daniel Johnston, Marc Minelli plays Lou Reed, Pyjamarama, X Ray Pop, The Wolf under the Moon, Nour, Johan Papaconstantino, Mind the Beatz, Blind Drivers, Poing, Bacchantes, Bertrand Beline t les Percussions Claviers de Lyon, Mange Ferraille, Fun Fun Funeral, One Sentence. Supervisor, Lesneu, Ropoporose ciné-concert "Dark Star", French Cowboy & the One, Paradoxant, "Ausgang" (Casey, Marc Sens, Manu Sound, Sonny Troupé), Tachycardie Ensemble, Jay Jay Johanson (avec un featuring Jeanne Added), Rank O.

## 2024
L'édition est prévue du 26 octobre au 2 novembre.